# Electrolux
AB Electrolux – szwedzkie przedsiębiorstwo, zajmujące się produkcją sprzętu AGD. Dostawca urządzeń do zastosowań domowych i profesjonalnych, sprzedający ponad 40 mln produktów każdego roku do odbiorców w ponad 150 krajach. Producent m.in. pralek, zmywarek, lodówek, odkurzaczy i kuchenek pod markami takimi, jak Electrolux, AEG, Zanussi, Eureka, Faure oraz Frigidaire.
W roku 2011 przedsiębiorstwo zanotowało ponad 102 mld koron szwedzkich przychodów, przy zatrudnieniu ok. 58 tys. ludzi.
Electrolux posiada 5 fabryk w Polsce w Siewierzu, Świdnicy, Oławie, Żarowie i Zabrzu.

## Historia

Poprzedni znak towarowy

Stworzona w 1912 roku pod nazwą Elektrolux w wyniku fuzji Elektromekaniska AB działającej od 1910 roku z Lux AB, powstałą w 1901 roku. Pisownia została zmieniona na Electrolux w roku 1957.
Przedsiębiorstwo zostało przekształcone w holding w roku 1928 i rozwijało się aż do lat 70. XX wieku pod przewodnictwem Hansa Werthéna.
W 1928 roku spółka została wprowadzona na Londyńską Giełdę Papierów Wartościowych (LSE), a dwa lata później na Sztokholmską Giełdę Papierów Wartościowych, gdzie wchodzi w skład indeksu OMX 30 Stockholm.